# Буянов, Пётр Кузьмич
Пётр Кузьмич Буянов (укр. Петро Кузьмич Буянов; 10 февраля 1918, Тума, Рязанская губерния — 28 января 2011, Эйлат, Южный округ) — советский футболист, полузащитник. Позже — тренер. Участник Великой Отечественной войны. Награждён орденом Отечественной войны II степени.

## Карьера футболиста
По окончании четырёх классов сельской школы переехал в Москву, где жил его старший брат. Там он окончил семь классов. Вместе с семьёй старшей сестры переехал в Ворошиловград, поступив в ФЗУ при паровозостроительном заводе по специальности — слесарь по ремонту станков. В течение полугода получил значок «Готов к труду и обороне». Играл за сборную Луганска на спартакиаде школьников и первенстве укрсовета общества «Спартак». Посещал матчи местного «Динамо». Позже перевёлся в техникум физкультуры, который переехал из Артёмовска в Ворошиловград. В команде техникума, которая играла в чемпионате города, стал лидером. В её составе участвовал в финале Кубка Луганска, которое давало право участвовать в Кубке СССР. Встреча завершилась поражением от команды «Дзержинец» (0:3).
После финальной игры его пригласили в «Дзержинец». Первая игра Кубка СССР против константиновской «Стали» завершилась поражением с разгромным счётом (0:6). Чемпионат Украинской ССР завершился для команды победой, Буянов тогда являлся капитаном «Дзержинца». В 1939 году играл вместе с командой во втором по силе дивизионе страны, где команда заняла 16 место из 23 команд. Буянов являлся игроком основного состава, сыграв в 21 игре из 22 игр команды. В связи с сокращением числа участников, «Дзержинец» покинул турнир.
В 1940 году перешёл в харьковский «Сельмаш», а спустя год в ленинградский «Спартак» из Высшей лиги СССР. В составе команды успел сыграть в четырёх играх, однако из-за начала Великой Отечественной войны турнир был прерван. Участвовал в сражении за «Невский пятачок» в составе 941-го полка 256-й стрелковой дивизии. Попал в плен и был освобождён в 1944 году. Находился в лагере для перемещенных лиц в Рутченково, тогда же работал на шахте, добывая уголь. В 1985 году награждён орденом Отечественной войны II степени.
Позже он был зачислен в ворошиловградское «Динамо». В 1946 году стал игроком сталинского «Шахтёра», который выступал во втором по силе дивизионе СССР. Вместе с командой дошёл до полуфинала Кубка Украинской ССР, где «горняки» уступили киевскому «Динамо». Турнир 1947 года завершился для команды вторым местом. Буянов тогда стал лучшим бомбардиром «Шахтёра» с 19 забитыми голами.
В 1948 году стал игроком «Торпедо» из Сталинграда, выступавшим в Высшей лиге. Пётр отыграл в команде на протяжении двух лет, однако из-за травмы, полученной в игре с киевским «Динамо», вскоре покинул команду. Затем играл за ворошиловградские «Трудовые Резервы» и кадиевский «Шахтёр».

## Тренерская карьера
По окончании карьеры футболиста перешёл на тренерскую работу. Благодаря Владимиру Шевченко работал с командами Краснодона и Кадиевки, которые выступали в чемпионате Ворошиловградской области. В 1965 году тренировал брянский «Шахтёр». Вместе с Александром Ильиновым возглавлял группу подготовки при команде мастеров «Трудовые резервы», где среди его воспитанников были Анатолий Шульженко, Александр Журавлёв, Анатолий Куксов, Вадим Добижа, Анатолий Шакун, Игорь Бубличенко, Георгий Дегтярев и Владимир Дёмушкин.
Также занимался судейством, обслуживая матчи Первой лиги СССР. Судья республиканской категории. До 1978 года работал в областном спортивном комитете, где занимался вопросами развития футбола. Работал в Луганской областной федерации футбола. Вплоть до кончины проживал вместе с дочерью в Израиле. Во время празднования семидесятилетия донецкого «Шахтёра» в 2006 году ему был вручён почётный знак «За заслуги перед клубом» II степени. 29 апреля 2013 года в донецком центральном парке культуры и отдыха состоялось открытие берёзовой аллеи памяти, посвящённой 32 футболистам «Стахановца» — участникам Великой Отечественной войны. Среди них есть имя Петра Буянова.

## Достижения
«Дзержинец» (Ворошиловград)
- Чемпион Украинской ССР (1): 1938

«Шахтёр» (Сталино)
- Серебряный призёр второй группы СССР (1): 1947

## Статистика
| Сезон | Клуб                      | Уровень | Чемпионат | Чемпионат | Кубок | Кубок |
| Сезон | Клуб                      | Уровень | Игры      | Голы      | Игры  | Голы  |
| ----- | ------------------------- | ------- | --------- | --------- | ----- | ----- |
| 1939  | Дзержинец (Ворошиловград) | II      | 21        | 4         | 1     | 1     |
| 1940  | Сельмаш (Харьков)         | II      | 18        |           |       |       |
| 1941  | Спартак (Ленинград)       | I       | 4         | 0         |       |       |
| 1946  | Шахтёр (Сталино)          | II      | 22        | 9         |       |       |
| 1947  | Шахтёр (Сталино)          | II      | 19        | 14        | 5     | 3     |
| 1948  | Торпедо (Сталинград)      | I       | 25        | 3         | 1     | 0     |
| 1949  | Торпедо (Сталинград)      | I       | 26        | 4         |       |       |

Источники:
- Статистика — Профиль на сайте FootballFacts.ru